# Matthews-Gletscher
Der Matthews-Gletscher ist ein Gletscher an der Orville-Küste des westantarktischen Ellsworthlands. Er fließt an der Ostflanke der Wilkins Mountains in südliche Richtung zum Filchner-Ronne-Schelfeis, das er unmittelbar westlich der Dodson-Halbinsel erreicht.
Der United States Geological Survey kartierte ihn anhand eigener Vermessungen und mithilfe von Luftaufnahmen der United States Navy zwischen 1961 und 1967. Das Advisory Committee on Antarctic Names benannte den Gletscher 1968 nach J. D. Matthews, Maschinist auf der Amundsen-Scott-Südpolstation im Jahr 1963.